# Nawodnik rzeczny
Nawodnik rzeczny (Ephydatia fluviatilis) – gatunek gąbek słodkowodnych.

## Występowanie
Nawodnik rzeczny występuje w postaci kolonii najczęściej płaskich przylegających do podłoża. Często obrasta pędy roślin oraz konary i korzenie zanurzone w wodzie. Szeroko rozpowszechniony w zbiornikach wodnych oraz wolno płynących rzekach Europy, Azji, Afryki i Ameryki Północnej. Kolonie tej gąbki mogą osiągają wysokość do 60 cm.

## Opis
Szkielet nawodnika rzecznego stanowią gładkie igły krzemionkowe, które są spojone włóknami sponginowymi. Rozród trwa od marca do czerwca. Nawodnik rzeczny tworzy formę przetrwalnikową będącą formą rozrodu bezpłciowego zdolną do przetrwania całego okresu zimowego w zamarzniętym zbiorniku wodnym.